# Rohrbach in Oberösterreich
Rohrbach in Oberösterreich é um município da Áustria localizado no distrito de Rohrbach, no estado de Alta Áustria.